# Estadista
Estadista ou homem de Estado, na definição de Houaiss, é pessoa versada nos princípios ou na arte de governar, ativamente envolvida em conduzir os negócios de um governo e em moldar a sua política; ou ainda pessoa que exerce liderança política com sabedoria e sem limitações partidárias.

## Conceitos
Para Aristóteles, o que o estadista mais quer produzir é um certo caráter moral nos seus concidadãos, particularmente uma disposição para a virtude e a prática de ações virtuosas.
Em Tomás de Aquino, as virtudes e os valores cristãos são inseparáveis da prática política, do buon governo e da figura do rex justus. A cosmovisão do governante inclui felicidade em Deus, homens bons e virtuosos, abnegação cristã (diversa da abnegação republicana), amizade honesta, unidade, paz e comunhão social. O governante pio e virtuoso inspira súditos igualmente pios e virtuosos, pelos quais é amado. A natureza é tomada como modelo para o governo dos homens e o governante tem o papel ordenador análogo ao de Deus.
Já em Maquiavel, a condução do Estado é considerada uma arte, e o estadista, um autêntico artista. Para Maquiavel, assim como para Quentin Skinner e Merleau-Ponty, o estadista é adaptável às circunstâncias, harmonizando o próprio comportamento à exigência dos tempos. Sua virtù é a flexibilidade moral, a disposição de fazer o que for necessário para alcançar e perenizar a glória cívica e a grandeza - quer haja boas ou más ações envolvidas - contagiando os cidadãos com essa mesma disposição. O estadista é visto como simulador e manipulador da opinião pública ("a ação acusa mas o resultado escusa"), em uma sociedade acrítica e influenciável pelas aparências, constituída de indivíduos interessados exclusivamente em seu próprio bem estar. Mas a corrupção é vista como perda da virtù pelo conjunto dos cidadãos.
No ensaio Mirabeau o el político, Ortega y Gasset classifica os governantes em estadistas, escrupulosos e pusilânimes. O homem de Estado deve ter o que chama de "virtudes magnânimas" e não as "pusilânimes". Honoré Gabriel Riqueti de Mirabeau é tomado como arquétipo do político, porém Ortega alerta que um arquétipo (aquilo que é) não se confunde com um ideal (aquilo que deve ser). Isto porque a confusão entre arquétipo e ideal levaria a pensar que o político, além de bom estadista, deva ser virtuoso, o que, segundo o autor, seria um equívoco. Tampouco, segundo Ortega, dever-se-ia confundir um político e um intelectual. Um político é aquele que se ocupa; intelectual aquele que se preocupa. Ou se vem ao mundo para fazer política ou para elaborar definições, mas não ambas as coisas, pois a política é clara no que faz, no que consegue, mas é contraditória na sua definição.
Normalmente ocorre de o estadista ser incompreendido pois preocupa-se com o longo prazo e toma decisões impopulares a curto prazo, enquanto a maioria dos políticos preocupa-se com resultados imediatos de suas ações. Assim se diz que:
O estadista se preocupa com a próxima geração e o político com a próxima eleição.
Já, um biógrafo de Alexander Hamilton, diz que o estadista pratica a política da colmeia, ao passo que os “políticos” praticam outra política – a política da abelha. No primeiro, tudo se subordina ao interesse coletivo. Nos segundos, tudo se subordina ao interesse individual.
A definição é a ideia clara, estrita, sem contradições; mas os atos que ela inspira são confusos, impossíveis, contraditórios. A política, por outro lado, é clara no que faz, no que realiza, e é contraditória quando é definida.— 
O indivíduo com uma missão criadora (o magnânimo) é radicalmente diverso do indivíduo sem missão alguma (pusilânime). Virtudes convencionais (honradez, veracidade, escrúpulos) não são típicas do político, que costuma ser propenso a certos vícios - desfaçatez, hipocrisia, venalidade. Portanto, diz Ortega, não se deve medir o grande homem político pela escala das virtudes usuais, pois a grandeza, inevitavelmente, vem acompanhada de suas próprias baixezas.
É possível não desejar a existência de grandes homens e preferir uma Humanidade plana como a palma da mão; mas se você quer grandes homens, não peça virtudes cotidianas.
Mirabeau é venal, mentiroso, cínico, pouco escrupuloso, mas isso não o impede de ser, segundo Ortega, um dos grandes políticos da História - por sua visão política certeira (elemento "que distingue o político do simples... governante"), por sua intuição, pela habilidade em unir interesses contrários e por sua perspectiva política central que é fazer do Estado um instrumento a serviço da nação.

## No Brasil
No geral, todos os Presidentes do Conselho de Ministros do Império e Pedro II do Brasil do segundo reinado são considerados estadistas e também quase todos os presidentes da República Velha.
Como a maioria dos estadistas do mundo, por viverem a frente de seu tempo, muitos estadistas brasileiros foram incompreendidos, como por exemplo Washington Luís que quando quis construir rodovias, foi chamado de "General Estrada de Bobagem", mesmo tendo sido um presidente civil.